# Schistura dalatensis
Schistura dalatensis és una espècie de peix de la família Balitoridae i de l'ordre dels cipriniformes.

## Morfologia
Els mascles poden assolir els 8,7 cm de longitud total.

## Distribució geogràfica
Es troba al Vietnam.